# Eta Librae
Eta Librae (Zuben Hakrabi, Zuban Alakrab, 44 Librae) é uma estrela na direção da constelação de Libra. Possui uma ascensão reta de 15h 44m 04.42s e uma declinação de −15° 40′ 21.6″. Sua magnitude aparente é igual a 5.41. Considerando sua distância de 147 anos-luz em relação à Terra, sua magnitude absoluta é igual a 2.14. Pertence à classe espectral A6IV.